# 지방도 제341호선
지방도 제341호선은 경기도 여주시 가남읍 삼군리 삼군사거리와 양평군 단월면 향소리 덕수 교차로를 잇는 경기도의 지방도이다.

## 연혁
- 2005년 3월 28일 : 기존 지방도 제341호선인 '경강 ~ 사내선'을 폐지[1]
- 2005년 3월 28일 : 지방도 제341호선을 새로 지정[2]

## 주요 경유지
- 여주시
  - 가남읍 삼군사거리 - 삼군리 - 오산초등학교 - 화평삼거리
  - 세종대왕면 마래리 - 매류초등학교 - 매류삼거리 - 매류교 - 세정중학교 - 세종대왕릉역 - 능서시외버스정류장 - 번도교차로 - 매산서원 - 구양리 - 백석리 - 백석교차로 - 내양리
미개통 구간
  - 대신면 (미개통 구간 : 당산리 - 초현리) - 초현삼거리 - 옥촌리
- 양평군
  - 지평면 곡수삼거리 - 곡수교 - 대평리 - 대평저수지 - 망미리 - 석불주유소 - 망미과선교 - 석불역 - 망미1교삼거리 - 월산저수지 - 지평면사무소 - 지평초등학교 - 지평사거리 - 지평역 - 지평의병교차로 - 송현리 - 그릇고개
  - 용문면 그릇고개 - 마룡리 - 화전교 동단 - 화전교 - 용문성당 - 용문고등학교 - 마룡교 - 마룡삼거리 - 마룡교차로 - 덕촌리 - 덕촌교 - 조현삼거리 - 조현초등학교 - 강이대삼거리 - 중원교 - 망능리 - 말치고개
  - 단월면 말치고개 - 향소리 - 아래소정삼거리 - 덕수교차로

## 중복 구간
- 양평군 지평면 곡수리 ~ 곡수교 서단 : 국가지원지방도 제70호선과 중복
- 양평군 지평면 석불주유소 ~ 망미1교 서단 : 지방도 제345호선과 중복
- 양평군 지평면 망미1교 서단 ~ 용문면 화전교 동단 : 지방도 제342호선과 중복
- 양평군 단월면 아래소정삼거리 ~ 덕수 교차로 : 지방도 제345호선과 중복

## 도로명
- 여주시 가남읍 삼군사거리 ~ 능서면 능서시외버스정류장 : 양화로
- 여주시 세종대왕면 능서시외버스정류장 ~ 번도 교차로 : 마장로
- 여주시 세종대왕면 번도 교차로 ~ 내양리 : 능서로
- 여주시 대신면 초현삼거리 ~ 옥촌리 : 대신1로
- 양평군 지평면 곡수장터 ~ 곡수리 : 곡수길
- 양평군 지평면 곡수리 ~ 곡수교 서단 : 지평로
- 양평군 지평면 곡수교 서단 ~ 석불주유소 : 대평로
- 양평군 지평면 석불주유소 ~ 지평의병 교차로 : 지평의병로
- 양평군 지평면 지평의병 교차로 ~ 용문면 용문성당 : 그릇고개길
- 양평군 용문면 용문성당 ~ 마룡삼거리 : 용문로
- 양평군 용문면 마룡삼거리 ~ 덕촌교 북단 : 용문산로
- 양평군 용문면 덕촌교 북단 ~ 강이대삼거리 : 중원산로
- 양평군 용문면 강이대삼거리 ~ 중원교 남단 : 강이대길
- 양평군 용문면 중원교 남단 ~ 말치고개 : 망능길
- 양평군 단월면 말치고개 ~ 아래소정삼거리 : 말치골길
- 양평군 단월면 아래소정삼거리 ~ 덕수 교차로 : 석산로

## 같이 보기
- 지방도 제319호선